# Lê Văn Tri (sinh năm 1952)
Lê Văn Tri là tiến sĩ sinh học ở Việt Nam, người sở hữu nhiều bằng sáng chế.

## Thân thế
Ông Lê Văn Tri sinh năm 1952 tại xã Minh Khôi, huyện Nông Cống, tỉnh Thanh Hóa, Việt Nam.
Ông Lê Văn Tri là tác giả hoặc đồng tác giả của 80 công trình khoa học và bài báo, viết và chủ biên 10 cuốn sách. Ông cũng sở hữu 21 bằng độc quyền sáng chế trong lĩnh vực sinh học.

## Sự nghiệp
Ông Lê Văn Tri tốt nghiệp Đại học Chișinău, Moldova năm 1975 và bảo vệ luận án tiến sĩ sinh học tại Viện Khoa học và Công nghệ Việt Nam năm 1988. Ông thực tập sau tiến sĩ tại Viện Sinh lý thực vật Timiliazev(Moskva) và Viện Quang hợp - Thổ nhưỡng (Pusino), thuộc Viện Hàn lâm Khoa học Liên Xô.
Ông là Chủ tịch Hiệp hội Phân bón Sinh học Việt Nam từ năm 2004.

## Khen thưởng[1]
Tổ chức Kỷ lục châu Á vinh danh là nhà khoa học có nhiều sáng chế nhất châu Á về công nghệ sinh học.
Giải thưởng WIPO 2011, 2012, 2016;
Giải thưởng Vifotec 2006, 2008, 2012, 2016; Cúp vàng Sở hữu trí tuệ Việt Nam 2011, 2012;
Huân chương Lao động hạng Ba (2014); Bằng khen của Thủ tướng Chính phủ năm các 2007, 2008, 2009, 2012, 2014, 2016.
Chế phẩm sinh học xử lý rơm rạ của ông Lê Văn Tri đã nhận được giải nhất Giải thưởng Sáng tạo khoa học công nghệ Việt Nam 2014 (VIFOTEC) và cúp vàng thế giới 2014. Năm 2016, công trình Thâm canh trồng sả trên vùng đất biến đổi khí hậu để thu tinh dầu phục vụ tiêu dùng, xuất khẩu và sản xuất phân bón hữu cơ vi sinh của ông Tri cùng đồng nghiệp đã đạt giải nhất Giải thưởng VIFOTEC 2016 và Giải thưởng của Tổ chức Sở hữu Trí tuệ Thế giới -WIPO dành cho doanh nghiêp xuất sắc nhất trong việc áp dụng hệ thống sở hữu trí tuệ vào sản xuất và kinh doanh.
Riêng trong năm 2018, ông cùng với các công sự đã có 11 giải pháp hữu ích được Cục Sở hữu trí tuệ cấp bằng độc quyền.